# リトリート・アイランド
『リトリート・アイランド』（原題：Retreat）は、2011年のイギリス映画。

## あらすじ
大西洋に浮かぶ孤島にやってきた夫婦の元に軍人だという男が漂流し、その男によると外の世界では、死の伝染病が蔓延しており、パニックに陥っているという。 無線で外界との連絡が付かず、夫婦はその男の話を信じるか信じないか決断に迫られる。

## スタッフ
- 監督：カール・ディベッツ
- 脚本：カール・ディベッツ、ジャニス・ハレット
- 製作：ゲイリー・シニョール
- 製作総指揮：サイモン・クロウ、デヴィッド・フロスト、ジャクリーン・ケリン、ジャン・ペイス、マイケル・ローゼンバーグ、ドミニク・ライト
- 音楽：イラン・エシュケリ
- 撮影：クリス・シーガー
- 編集：ジェイミー・トレヴィル
- 衣装デザイン：ルイーズ・ペイジ

## キャスト
- ケイト：タンディ・ニュートン
- マーティン ：キリアン・マーフィー
- ジャック：ジェイミー・ベル
- ダグ：ジミー・ユール
- ダグ夫人：マリリン・マントル